# Religió a Mesopotàmia

Mapa de l'Antiga Mesopotàmia

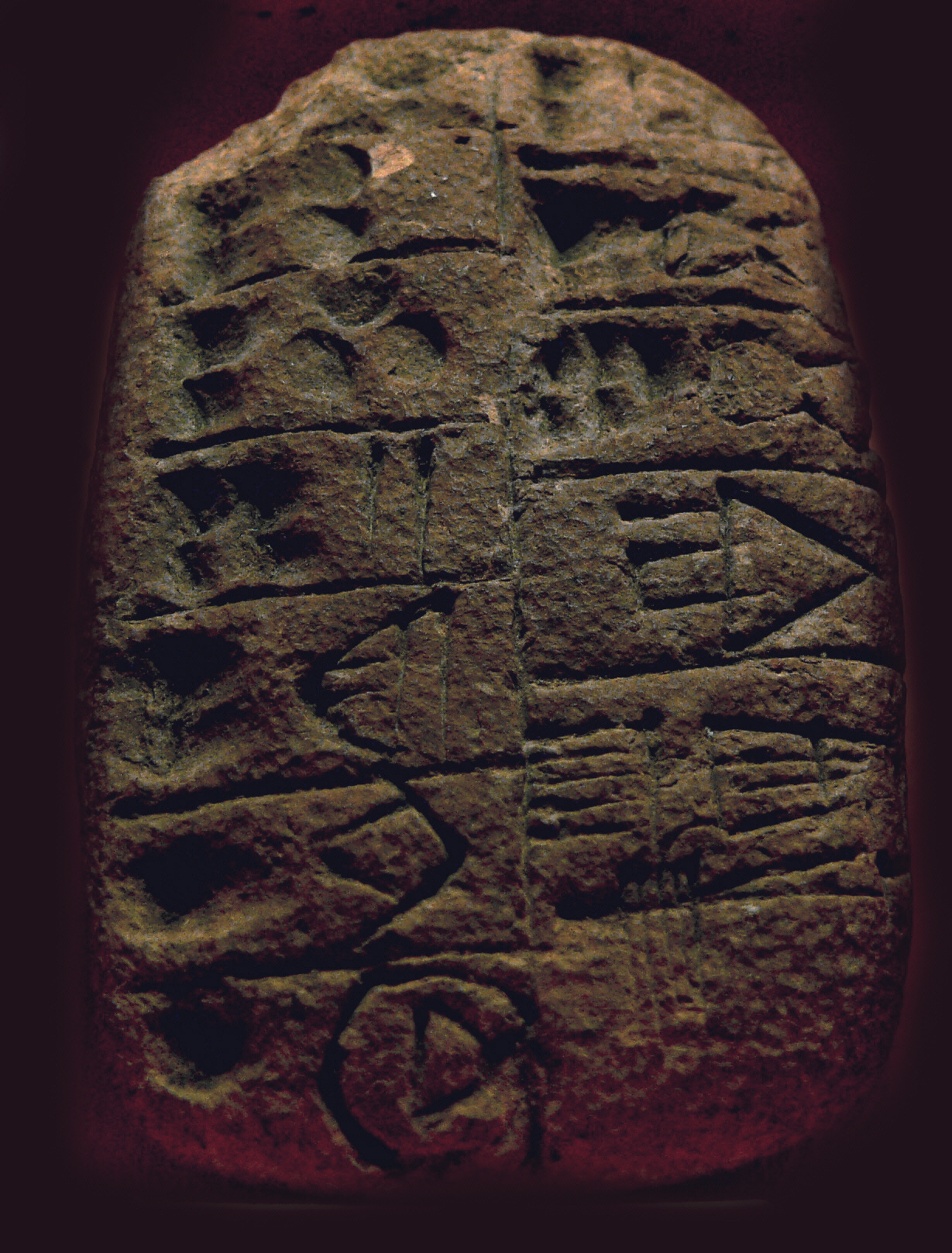
Tauleta d'Urg (c. 3200-3000 ae), que registra un lliurament de cereals per a una festa de la dea Inanna, un dels més antics textos coneguts en què es documenta un culte religiós. Museu de Pèrgam

La religió o religions a Mesopotàmia es refereix a un conjunt de creences, mites, cultes mistèrics, teologies i pràctiques endevinatòries que van professar els diferents pobles que van ocupar parts de l'antiga Mesopotàmia, des d'aproximadament el mil·lenni IV abans de la nostra era fins a començaments de l'era comuna.
Les creences i pràctiques religioses a Mesopotàmia formaven un corrent coherent de tradició d'origen sumeri. A les existents, hi van anar afegint i modificant a poc a poc els accadis (semites que van emigrar a Mesopotàmia des de l'oest a la fi del mil·lenni IV ae), les creences pròpies, i van ser en gran manera assimilades i integrades en les tradicions pròpies i en les d'altres pobles que van viure o conviure a Mesopotàmia (una àrea que abasta l'actual Iraq, Kuwait, el sud-est de Turquia i el nord-est de Síria), i en destacaren els babilonis, els assiris i més tard, els arameus i els caldeus.
Cal tenir en compte que no existia en les llengües de l'Antic Orient Pròxim la paraula religió ni se'n tenia un concepte, tot i que des del començament dels temps, l'ésser humà ha tingut el que hui diem "vivències religioses", imaginant éssers sobrenaturals amb qui havia d'interactuar per a enfortir les seues certeses i creences. Igual que amb la majoria de les religions mortes, molts aspectes de les seues pràctiques i doctrines s'han perdut i oblidat. Gran part, però, de la informació procedent d'una àmplia varietat de fonts s'ha pogut recuperar, i amb el treball realitzat per historiadors s'ha pogut reconstruir un coneixement de la història religiosa, els costums i el paper que aquestes creences jugaven en la vida quotidiana dels pobles mesopotàmics de Sumer, Acadd, Babilònia o Assíria durant aquell temps.
Alguns historiadors, com ara Jean Bottéro, han afirmat que la religió mesopotàmica és la més antiga del món, tot i que hi ha unes altres que reclamen aquesta primacia, com ara l'egípcia. El que se sap sobre la religió a Mesopotàmia prové de la recerca arqueològica, en particular de les fonts literàries, que generalment estan escrites en cuneïforme sobre tauletes d'argila, en què es descriu la mitologia i les pràctiques de culte. Com és comú en la majoria de les antigues civilitzacions, els objectes amb els materials més duradors i preciosos són els que millor han sobreviscut, i la majoria s'associen a creences i pràctiques religioses. Això ha dut a l'afirmació que, per als mesopotàmics, tota la seua existència estava infosa per la seua religiositat i quasi tot el que ens ha arribat es pot fer servir com a font de coneixement sobre la seua religió.
Per a Bottéro, la religiositat de l'Antiga Mesopotàmia es constituïa per un sentiment de temor, respecte i servilisme davant les deïtats (politeisme), representades fonamentalment en forma antropomorfa, les necessitats de les quals els éssers humans tenien obligació de satisfer.
La religió a Mesopotàmia ha tingut una gran influència en les religions posteriors, incloent-hi la cananea, la de l'Antiga Grècia o la fenícia; també, però, en les religions monoteistes com ara el judaisme, el cristianisme, el mandeisme o l'islam. En cada ciutat hi havia deïtats diferents.

## La religió a Mesopotàmia en el seu context cultural i històric
Plantejar una història de la religió a Mesopotàmia és una qüestió complexa per les diferències de pobles, entitats polítiques i diversitat temporal i local. La identificació de les diferents etapes del desenvolupament religiós continua sent controvertida perquè, tot i que l'evolució artística, arquitectònica, literària o cultural es mantinguen identificables, el seu coneixement pot canviar com a resultat de noves troballes que poden fer canviar la datació de l'aparició d'alguns fenòmens o canviar-ne algunes idees existents.
Explicar-ne l'evolució és encara més incert, perquè és freqüent relacionar els canvis pels fets polítics i culturals, sobretot ètnics, que ha experimentat Mesopotàmia. Això pot complementar-se amb un altre enfocament de tipus evolutiu, plantejant un antic estadi de la religió més naturalista i col·lectiva, mentre que les etapes més recents de la religió mesopotàmica giren cap a unes concepcions més elevades de l'existència d'algunes deïtats, cap a un henoteisme i un pensament religiós més centrat en l'individu, com si fos un preludi del monoteisme. L'exposició de les grans línies del desenvolupament de la religió mesopotàmica és necessària per a una millor comprensió de les seues creences i pràctiques.

### Els orígens: la religió sumèria i les ciutats estat
L'escriptura apareix al voltant del 3200 abans de la nostra era, i la literatura caracteritzada com a “religiosa” (mites, himnes o ritus) no es desenvolupa pas fins a mitjan mil·lenni III ae. El món religiós dels primers mesopotàmics s'ha de comprendre per l'estudi de l'arquitectura, l'art i les pràctiques funeràries. Això planteja dificultats, perquè els antics llocs de culte no sempre s'han identificat clarament. Els conjunts monumentals més antics se'n troben a Eridu, de començaments del mil·lenni V ae, i a Uruk, Tell Uqair o Tepe Gaura al mil·lenni IV ae. Són edificis senzills que han tingut una funció religiosa, i serien els antecedents dels temples de períodes històrics (instal·lacions dedicades al culte i restes d'ofrenes i materials de culte que s'hi han pogut recuperat). Els  historiadors han tractat de reconstruir, a partir d'aquestes fonts i de textos de períodes posteriors, una primera forma de religió mesopotàmica basada en l'adoració de les forces de la natura, sovint vistes amb formes no humanes, relacionades sobretot amb la fertilitat (en un context de comunitats d'agricultors, pastors i pescadors).